# Prydniprowśke (obwód dniepropetrowski)
Prydniprowśke (ukr. Придніпровське) – wieś na Ukrainie, w obwodzie dniepropetrowskim, w rejonie nikopolskim, w hromadzie Czerwonohryhoriwka. W 2001 liczyła 2443 mieszkańców, spośród których 2183 wskazało jako ojczysty język ukraiński, 246 rosyjski, 1 bułgarski, 8 białoruski, 1 polski, a 4 inny.